# Jupiá
Jupiá es un municipio brasileño del estado de Santa Catarina. Tiene una población estimada al 2022 de 2 555 habitantes. Ubicado en la frontera con el Estado de Paraná, pertenece a la Región metropolitana del Extremo Oeste.

## Toponimia
El nombre Jupiá erá el nombre de la localidad dado por los indígenas tupí y caingangues.

## Historia
La historia del Jupía comienza con Edmar Hack, quien compró 10 colonias de terreno en la localidad del actual municipio. Más familias se asentaron en la década de 1950. Se emancipó como municipio el 19 de julio de 1995.